# 古馬王道路線
古馬王道路線（こばおうどうろせん）とは、日本の中央競馬における4歳（旧5歳）以上の古馬が出走可能な大阪杯、天皇賞（春）、宝塚記念、天皇賞（秋）、ジャパンカップ、有馬記念の6つの中長距離GI競走である。

## 概要
日本の競馬において年齢制限のない芝競走のうち、2000mから3200mの中長距離GI競走はスプリント戦、マイル戦、牝馬限定戦に比べて賞金が高く設定されている。
GI競走の11着以下の馬に交付される特別出走奨励金もこれら6競走は他のGI競走より高く設定されている。
大阪杯・天皇賞（春）は4歳以上の馬、宝塚記念・天皇賞（秋）・ジャパンカップ・有馬記念は3歳以上の馬に出走権がある。
春に開催される大阪杯・天皇賞（春）・宝塚記念を同一年に全て勝利することは春古馬三冠、秋に開催される天皇賞（秋）・ジャパンカップ・有馬記念を同一年に全て勝利することは秋古馬三冠と呼ばれ、それぞれJRAから褒賞金が交付される。また、1年間で6競走中3勝した場合も褒賞金が交付される
競走馬で最も多く勝っているのはテイエムオペラオー・キタサンブラックの6勝。次いでイクイノックスの5勝、スピードシンボリ・シンボリルドルフ・シンボリクリスエス・ディープインパクト・ゴールドシップ・アーモンドアイの4勝と続いている。
種牡馬で最も多く勝っているのはサンデーサイレンスの20勝、次いでディープインパクトの15勝、ステイゴールドの13勝、ヒンドスタンの12勝と続いている。
完全制覇を達成しているのは2025年現在ディープインパクトのみだが、大阪杯のGⅠ昇格前にはパーソロン・サンデーサイレンス・オペラハウス等が他の5競走を制しており、ジャパンカップ創設前にはヒンドスタン等が他の4競走を制していた。また、現役の産駒がいる種牡馬ではハーツクライが王手をかけている
騎手で完全制覇を達成しているのは2025年現在武豊のみで、いずれの競走でも最多勝利あるいは最多勝利タイを記録している。
現役騎手で完全制覇に王手をかけているのはミルコ・デムーロ（天皇賞（春）未勝利）、クリストフ・ルメール（大阪杯未勝利）、和田竜二（大阪杯未勝利）等がいる。
大阪杯のGI昇格後に引退した騎手で完全制覇に王手をかけていたのは蛯名正義等がいた。
大阪杯のGI昇格前に引退した騎手では岡部幸雄、南井克巳が他の5競走を制覇していた。また、当時の完全制覇に王手をかけていた騎手に柴田政人等がおり、ジャパンカップ創設前には宮本悳、伊藤竹男・加賀武見・保田隆芳、野平祐二、福永洋一等がいた。
調教師で現在の古馬王道路線6競走を完全制覇した調教師はいない。現役調教師で完全制覇に王手をかけているのは友道康夫等がいる。
大阪杯のGI昇格前には岩元市三が完全制覇を達成しており、池江泰郎等が完全制覇に王手をかけていた。また、ジャパンカップ創設前には武田文吾等が他の4競走を完全制覇しており、尾形藤吉、藤本冨良等が完全制覇に王手をかけていた。

## 古馬王道路線優勝馬一覧
- 牝馬は文字を太字、3歳馬は斜字で表記。
- 開催順は大阪杯→天皇賞（春）→宝塚記念→天皇賞（秋）→ジャパンカップ→有馬記念である。

| 年   | 大阪杯             | 天皇賞（春）       | 宝塚記念           | 天皇賞（秋）       | ジャパンカップ       | 有馬記念           |
| ---- | ------------------ | ------------------ | ------------------ | ------------------ | -------------------- | ------------------ |
| 1937 |                    |                    |                    | ハツピーマイト     |                      |                    |
| 1938 |                    | ハセパーク         |                    | ヒサトモ           |                      |                    |
| 1939 |                    | スゲヌマ           |                    | テツモン           |                      |                    |
| 1940 |                    | トキノチカラ       |                    | ロツキーモアー     |                      |                    |
| 1941 |                    | マルタケ           |                    | エステイツ         |                      |                    |
| 1942 |                    | ミナミモア         |                    | ニパトア           |                      |                    |
| 1943 |                    | グランドライト     |                    | クリヒカリ         |                      |                    |
| 1944 |                    | ヒロサクラ         |                    | 施行なし           |                      |                    |
| 1945 |                    | 施行なし           |                    | 施行なし           |                      |                    |
| 1946 |                    | 施行なし           |                    | 施行なし           |                      |                    |
| 1947 |                    | オーライト         |                    | トヨウメ           |                      |                    |
| 1948 |                    | シーマー           |                    | カツフジ           |                      |                    |
| 1949 |                    | ミハルオー         |                    | ニユーフオード     |                      |                    |
| 1950 |                    | オーエンス         |                    | ヤシマドオター     |                      |                    |
| 1951 |                    | タカクラヤマ       |                    | ハタカゼ           |                      |                    |
| 1952 |                    | ミツハタ           |                    | トラツクオー       |                      |                    |
| 1953 |                    | レダ               |                    | クインナルビー     |                      |                    |
| 1954 |                    | ハクリヨウ         |                    | オパールオーキツト |                      |                    |
| 1955 |                    | タカオー           |                    | ダイナナホウシユウ |                      |                    |
| 1956 |                    | メイヂヒカリ       |                    | ミツドフアーム     |                      | メイヂヒカリ       |
| 1957 |                    | キタノオー         |                    | ハクチカラ         |                      | ハクチカラ         |
| 1958 |                    | オンワードゼア     |                    | セルローズ         |                      | オンワードゼア     |
| 1959 |                    | トサオー           |                    | ガーネツト         |                      | ガーネツト         |
| 1960 |                    | クリペロ           | ホマレーヒロ       | オーテモン         |                      | スターロツチ       |
| 1961 |                    | ヤマニンモアー     | シーザー           | タカマガハラ       |                      | ホマレボシ         |
| 1962 |                    | オンスロート       | コダマ             | クリヒデ           |                      | オンスロート       |
| 1963 |                    | コレヒサ           | リユウフオーレル   | リユウフオーレル   |                      | リユウフオーレル   |
| 1964 |                    | ヒカルポーラ       | ヒカルポーラ       | ヤマトキヨウダイ   |                      | ヤマトキヨウダイ   |
| 1965 |                    | アサホコ           | シンザン           | シンザン           |                      | シンザン           |
| 1966 |                    | ハクズイコウ       | エイトクラウン     | コレヒデ           |                      | コレヒデ           |
| 1967 |                    | スピードシンボリ   | タイヨウ           | カブトシロー       |                      | カブトシロー       |
| 1968 |                    | ヒカルタカイ       | ヒカルタカイ       | ニットエイト       |                      | リュウズキ         |
| 1969 |                    | タケシバオー       | ダテホーライ       | メジロタイヨウ     |                      | スピードシンボリ   |
| 1970 |                    | リキエイカン       | スピードシンボリ   | メジロアサマ       |                      | スピードシンボリ   |
| 1971 |                    | メジロムサシ       | メジロムサシ       | トウメイ           |                      | トウメイ           |
| 1972 |                    | ベルワイド         | ショウフウミドリ   | ヤマニンウエーブ   |                      | イシノヒカル       |
| 1973 |                    | タイテエム         | ハマノパレード     | タニノチカラ       |                      | ストロングエイト   |
| 1974 |                    | タケホープ         | ハイセイコー       | カミノテシオ       |                      | タニノチカラ       |
| 1975 |                    | イチフジイサミ     | ナオキ             | フジノパーシア     |                      | イシノアラシ       |
| 1976 |                    | エリモジョージ     | フジノパーシア     | アイフル           |                      | トウショウボーイ   |
| 1977 |                    | テンポイント       | トウショウボーイ   | ホクトボーイ       |                      | テンポイント       |
| 1978 |                    | グリーングラス     | エリモジョージ     | テンメイ           |                      | カネミノブ         |
| 1979 |                    | カシュウチカラ     | サクラショウリ     | スリージャイアンツ |                      | グリーングラス     |
| 1980 |                    | ニチドウタロー     | テルテンリュウ     | プリテイキャスト   |                      | ホウヨウボーイ     |
| 1981 |                    | カツラノハイセイコ | カツアール         | ホウヨウボーイ     | メアジードーツ       | アンバーシャダイ   |
| 1982 |                    | モンテプリンス     | モンテプリンス     | メジロティターン   | ハーフアイスト       | ヒカリデュール     |
| 1983 |                    | アンバーシャダイ   | ハギノカムイオー   | キョウエイプロミス | スタネーラ           | リードホーユー     |
| 1984 |                    | モンテファスト     | カツラギエース     | ミスターシービー   | カツラギエース       | シンボリルドルフ   |
| 1985 |                    | シンボリルドルフ   | スズカコバン       | ギャロップダイナ   | シンボリルドルフ     | シンボリルドルフ   |
| 1986 |                    | クシロキング       | パーシャンボーイ   | サクラユタカオー   | ジュピターアイランド | ダイナガリバー     |
| 1987 |                    | ミホシンザン       | スズパレード       | ニッポーテイオー   | ルグロリュー         | メジロデュレン     |
| 1988 |                    | タマモクロス       | タマモクロス       | タマモクロス       | ペイザバトラー       | オグリキャップ     |
| 1989 |                    | イナリワン         | イナリワン         | スーパークリーク   | ホーリックス         | イナリワン         |
| 1990 |                    | スーパークリーク   | オサイチジョージ   | ヤエノムテキ       | ベタールースンアップ | オグリキャップ     |
| 1991 |                    | メジロマックイーン | メジロライアン     | プレクラスニー     | ゴールデンフェザント | ダイユウサク       |
| 1992 |                    | メジロマックイーン | メジロパーマー     | レッツゴーターキン | トウカイテイオー     | メジロパーマー     |
| 1993 |                    | ライスシャワー     | メジロマックイーン | ヤマニンゼファー   | レガシーワールド     | トウカイテイオー   |
| 1994 |                    | ビワハヤヒデ       | ビワハヤヒデ       | ネーハイシーザー   | マーベラスクラウン   | ナリタブライアン   |
| 1995 |                    | ライスシャワー     | ダンツシアトル     | サクラチトセオー   | ランド               | マヤノトップガン   |
| 1996 |                    | サクラローレル     | マヤノトップガン   | バブルガムフェロー | シングスピール       | サクラローレル     |
| 1997 |                    | マヤノトップガン   | マーベラスサンデー | エアグルーヴ       | ピルサドスキー       | シルクジャスティス |
| 1998 |                    | メジロブライト     | サイレンススズカ   | オフサイドトラップ | エルコンドルパサー   | グラスワンダー     |
| 1999 |                    | スペシャルウィーク | グラスワンダー     | スペシャルウィーク | スペシャルウィーク   | グラスワンダー     |
| 2000 |                    | テイエムオペラオー | テイエムオペラオー | テイエムオペラオー | テイエムオペラオー   | テイエムオペラオー |
| 2001 |                    | テイエムオペラオー | メイショウドトウ   | アグネスデジタル   | ジャングルポケット   | マンハッタンカフェ |
| 2002 |                    | マンハッタンカフェ | ダンツフレーム     | シンボリクリスエス | ファルブラヴ         | シンボリクリスエス |
| 2003 |                    | ヒシミラクル       | ヒシミラクル       | シンボリクリスエス | タップダンスシチー   | シンボリクリスエス |
| 2004 |                    | イングランディーレ | タップダンスシチー | ゼンノロブロイ     | ゼンノロブロイ       | ゼンノロブロイ     |
| 2005 |                    | スズカマンボ       | スイープトウショウ | ヘヴンリーロマンス | アルカセット         | ハーツクライ       |
| 2006 |                    | ディープインパクト | ディープインパクト | ダイワメジャー     | ディープインパクト   | ディープインパクト |
| 2007 |                    | メイショウサムソン | アドマイヤムーン   | メイショウサムソン | アドマイヤムーン     | マツリダゴッホ     |
| 2008 |                    | アドマイヤジュピタ | エイシンデピュティ | ウオッカ           | スクリーンヒーロー   | ダイワスカーレット |
| 2009 |                    | マイネルキッツ     | ドリームジャーニー | カンパニー         | ウオッカ             | ドリームジャーニー |
| 2010 |                    | ジャガーメイル     | ナカヤマフェスタ   | ブエナビスタ       | ローズキングダム     | ヴィクトワールピサ |
| 2011 |                    | ヒルノダムール     | アーネストリー     | トーセンジョーダン | ブエナビスタ         | オルフェーヴル     |
| 2012 |                    | ビートブラック     | オルフェーヴル     | エイシンフラッシュ | ジェンティルドンナ   | ゴールドシップ     |
| 2013 |                    | フェノーメノ       | ゴールドシップ     | ジャスタウェイ     | ジェンティルドンナ   | オルフェーヴル     |
| 2014 |                    | フェノーメノ       | ゴールドシップ     | スピルバーグ       | エピファネイア       | ジェンティルドンナ |
| 2015 |                    | ゴールドシップ     | ラブリーデイ       | ラブリーデイ       | ショウナンパンドラ   | ゴールドアクター   |
| 2016 |                    | キタサンブラック   | マリアライト       | モーリス           | キタサンブラック     | サトノダイヤモンド |
| 2017 | キタサンブラック   | キタサンブラック   | サトノクラウン     | キタサンブラック   | シュヴァルグラン     | キタサンブラック   |
| 2018 | スワーヴリチャード | レインボーライン   | ミッキーロケット   | レイデオロ         | アーモンドアイ       | ブラストワンピース |
| 2019 | アルアイン         | フィエールマン     | リスグラシュー     | アーモンドアイ     | スワーヴリチャード   | リスグラシュー     |
| 2020 | ラッキーライラック | フィエールマン     | クロノジェネシス   | アーモンドアイ     | アーモンドアイ       | クロノジェネシス   |
| 2021 | レイパパレ         | ワールドプレミア   | クロノジェネシス   | エフフォーリア     | コントレイル         | エフフォーリア     |
| 2022 | ポタジェ           | タイトルホルダー   | タイトルホルダー   | イクイノックス     | ヴェラアズール       | イクイノックス     |
| 2023 | ジャックドール     | ジャスティンパレス | イクイノックス     | イクイノックス     | イクイノックス       | ドウデュース       |
| 2024 | ベラジオオペラ     | テーオーロイヤル   | ブローザホーン     | ドウデュース       | ドウデュース         | レガレイラ         |
| 2025 | ベラジオオペラ     | ヘデントール       | メイショウタバル   |                    |                      |                    |

| 年間5勝以上 |
| 年間4勝     |
| 年間3勝     |